# Kimotsuki Kanetsugu
Kimotsuki Kanetsugu ((肝付 兼続?; 1511 – 26 dicembre 1566) è stato un samurai giapponese del periodo Sengoku, tra i membri più noti del clan Kimotsuki.

## Biografia
Sedicesimo leader della famiglia Kimotsuki, Kanetsugu fu figlio di Kimotsuki Kaneoki. Capo abile e intelligente, portò il suo clan all'apice del potere, ma per questo si scontrò con il più potente clan Shimazu.
Uccise suo zio Kimotsuki Kaneshu per diventare il capo del clan dopo che suo padre, Kaneoki, morì.
Kanetsugu credeva che avere buoni rapporti con il vicino clan Shimazu fosse necessario per mantenere l'indipendenza della famiglia così sposò la figlia maggiore di Shimazu Tadayoshi e diede sua sorella in sposa a Shimazu Takahisa. Nel 1533 suo figlio Yoshikane prese la guida del clan e si Kanetsugu si ritirò, anche se mantenne la maggior parte del potere. Nel 1538 conquistò il castello di Takaoka arrivando a governare quasi tutta la provincia di Ōsumi.
Nel 1561 le relazioni tra il suo clan e gli Shimazu collassarono e Kanetsugu si alleò al clan Itō della provincia di Hyūga per affrontarli. Nello stesso anno respinse un'armata Shimazu uccidendo il fratello di Takahisa, Shimazu Tadamasa. Capendo che non c'era modo per tornare indietro, Kanetsugu cercò di divorziare dalla moglie, ma essa declinò l'offerta.
Nel 1562 Kanetsugu e le sue truppe conquistarono il distretto di Shibushi arrivando all'apice del territorio controllato: nel 1566 il clan Shimazu ammassò il suo esercito e invase di nuovo la provincia di Ōsumi catturando il castello di Kōyama e la maggior parte dei territori Kimotsuki. Kanetsugu commise seppuku in un piccolo castello dove si era ritirato vicino a Shibushi. Fu succeduto prima dal figlio Yoshikane, e in seguito dal suo secondo figlio Kimotsuki Kanesuke.